# ميغان بينفيتو
ميغان بينيتو (من مواليد 2 مارس 1989) لاعبة غطس كندية كانت تتنافس في الحدث المتزامن مع 10 أمتار مع روزلين فيليون قبل تقاعدها الأخير في يناير 2017 م. فازت بينفيتو و فيليون بالميداليات البرونزية في حدث التزامن 10 أمتار في الألعاب الأولمبية الصيفية 2012 والألعاب الأولمبية الصيفية 2016، في الحدث الأخير فازت بينفيتو أيضًا في الميدالية البرونزية في منصة 10 متر في حدث الفردي.

## نشأتها
وُلدت بينفيتو في 2 مارس 1989 في مونتريال، كيبيك لوالدين البرتغاليين، آرثر بينفيتو ومارغيدا كوريا لديها شقيقتان توأم، أليسيا وتشيلسي.

## روابط خارجية
- ميغان بينفيتو على موقع الاتحاد الدولي للسباحة (الإنجليزية)
- ميغان بينفيتو على موقع قاعدة بيانات الغوص IAT (الألمانية)
- ميغان بينفيتو على موقع اللجنة الأولمبية الدولية (الإنجليزية)
- ميغان بينفيتو على موقع أوليمبيديا (الإنجليزية)
- ميغان بينفيتو على موقع اللجنة الأولمبية الكندية (الإنجليزية)
- ميغان بينفيتو على موقع اتحاد ألعاب الكومنولث (مؤرشف) (الإنجليزية)
- ميغان بينفيتو على موقع دورة ألعاب الكومنولث 2006 (مؤرشف) (الإنجليزية)